# Jean-Jacques Augier
Pour les articles homonymes, voir Augier.
Jean-Jacques Augier est un inspecteur des finances, militant politique et homme d'affaires français né le 23 octobre 1953 à Lyon.

## Biographie
Jean-Jacques Augier est né à Lyon dans une famille de quatre enfants (deux filles et deux garçons), d'un père ingénieur, Jean Augier, et d'une mère puéricultrice, Cécile Dumoulin.
Après des brillantes études au lycée du Parc, il est admis à l'École polytechnique (X1973), puis à l'École nationale d'administration (ENA), dont il sort cinquième de la promotion Voltaire, la même que François Hollande ; il deviendra son trésorier lors de la campagne présidentielle de 2012,.
De 1980 à 1984, il est inspecteur, puis inspecteur général des Finances.
De 1982 à 1988, il est maître de conférences à l'Institut d'études politiques de Paris.
De janvier 2016 à juillet 2020, il est président[source insuffisante] du conseil de surveillance de la FMSH Paris.
Il est ouvertement homosexuel.

## Activités

### Parcours professionnel

#### L'homme d'affaires
En 1984, il devient chargé de mission à la direction financière, auprès du président-directeur général de la Compagnie générale d'électricité (CGE), Georges Pébereau. Il quitte le groupe fin 1986, le gouvernement de cohabitation ayant nommé un nouveau PDG.
Il est vice-président, puis président-directeur-général des Taxis G7 de 1987 à 2000,. Il est alors le bras droit d’André Rousselet, trésorier de la campagne du candidat socialiste et président de la République, François Mitterrand.
Passionné de littérature et d'édition, il ouvre en 1998, à Nice, la librairie Masséna, dans une ancienne maroquinerie. Il a passé presque dix ans en Chine communiste (du début des années 2000 à 2009), où il a créé des boucheries et des librairies (rencontrant le succès avec les premières davantage qu'avec les secondes). Il fait aussi traduire et publier en France Le Totem du loup, de Jiang Rong (qui avait connu un grand succès en Chine, et sera adapté au cinéma par Jean-Jacques Annaud sous le titre Le Dernier Loup).
Il possède la holding financière Eurane SA, dont il est en 2002 président-directeur-général, et à ce titre actionnaire de deux sociétés offshore dans les îles Caïmans.

#### L'éditeur
Il est gestionnaire du quotidien InfoMatin, pionnier des journaux gratuits, liquidé en 1996. Trois ans plus tard, il devient actionnaire du Monde des débats, fondé par Michel Wieviorka, qui disparaît rapidement.
De 1991 à 2001, il est président-directeur-général des éditions Balland.
De 1993 à 2003, il est administrateur et actionnaire majoritaire des éditions P.O.L (dirigées par Paul Otchakovsky-Laurens), avant que Antoine Gallimard ne lui rachète sa participation et prenne ainsi 88 % du capital.
En 2010, il devient propriétaire du magazine Books.
En janvier 2013, il rachète à Pierre Bergé pour un euro symbolique le magazine Têtu, placé en juin 2015 en redressement judiciaire.

### Engagements politiques
Engagé pour la cause homosexuelle et dans le Parti socialiste, il est proche de Jacques Delors et très déçu lorsque celui-ci renonce à présenter sa candidature à l'élection présidentielle.
- 2000-2002 : Secrétaire national du Parti radical de gauche (PRG).
- 2001-2005 : Conseiller municipal du 5e arrondissement de Paris.
- 2012 : Trésorier de campagne de François Hollande.
- 2017 : Conseiller pour la campagne d'Emmanuel Macron.

### Accusation de fraude fiscale
Le 4 avril 2013, Le Monde rapporte que son nom apparaît dans la liste Offshore Leaks publiée par le Consortium international des journalistes d'investigation (ICIJ),après les aveux de Jérôme Cahuzac (l'ancien ministre ayant reconnu avoir possédé un compte bancaire à l'étranger le 2 avril 2013, soit deux jours plus tôt), ce qui incite le président de la République à réagir publiquement en indiquant qu'il « ne connai[t] rien des investissements de Jean-Jacques Augier ».
Jean-Jacques Augier confirme ses participations dans des sociétés basées aux îles Caïmans, mais déclare que celles-ci sont légales.